# Happy Birthday, Mr. President
Happy Birthday, Mr. President (Срећан рођендан, господине председниче) је песма коју је певала глумица и певачица Мерилин Монро 19. маја 1962. за председника Џона Ф. Кенедија, на свечаности одржаној у Медисон сквер гардену поводом његовог 45. рођендана, 10 дана пре стварног датума (29. маја).
Мерлин Монро је, сненим гласом, отпевала обраду традиционалне рођенданске песме Happy Birthday to You. На месту где треба отпевати име слављеника отпевала је текст „Mister President”. Пратио ју је на клавиру џез пијаниста Хенк Џонс. Глумица је због овог наступа 17. маја напустила снимање филма Something's Got to Give 17. и следећа два дана провела на пробама у Њујорку.
Касније, када му је донета велика рођенданска торта, председник Кенеди је изашао на бину и нашалио се на рачун песме, рекавши: „Сада могу да се повучем из политике након што ми је отпевала Срећан рођендан на тако сладак, здрав начин“, алудирајући на имиџ секс-симбола који је пратио Мерилин Монро, као и на њен наступ у припијеној, провидној хаљини боје меса. Председникова супруга, Прва дама Сједињених Америчких Држава Џеклин Кенеди, која је ретко посећивала догађаје које је организовала Демократска странка, провела је тај дан на коњским тркама са својом децом Џоном и Керолајн. 
Овај наступ био је један од последњих великих јавних појављивања Мерилин Монро пре њене смрти. Умрла је мање од три месеца касније, 4. августа 1962. године. Иако је трајао само око један минут, овај наступ остао је запамћен као један од најпознатијих наступа Мерилин Монро на позорници.

## Историјска позадина
Године 1962. Мерилин Монро и даље је била велика филмска звезда, али њен филм Неприлагођени, који је снимила годину раније, није добро прошао на биоскопским благајнама. У то време се такође и разводила од свог трећег супруга, књижевника Артура Милера, имала операцију жучне кесе и опорављала се од боравка у психијатријској болници на Менхетну. Због свега тога је у то време била психички крхка.
С друге стране, почетком те године глумица се преселила у нови дом у Лос Анђелесу, понуђена јој је главна улога у филму Something's Got to Give и уговорен наступ у Мадисон сквер гардену 19. маја, у част председника Џона Ф. Кенедија. 
Неколико месеци пре овог догађаја почеле су да колају гласине о афери између Мерилин и Кенедија. Неки стручњаци тврде да њихова афера није дуго трајала. Крајем марта провели су заједно ноћ после забаве у дому Бинга Крозбија у Палм Спрингсу. Постоје нагађања да јој је Кенеди тада уручио позивнице за догађај у Мадисон сквер гардену. Глумица је због овог наступа 17. маја напустила снимање филма Something's Got to Give 17. и следећа два дана провела на пробама у Њујорку.

## Прослава
Прослава рођендана председника Кенедија одржана је у Медисон сквер гардену 19. маја 1962. године. Прослави 45. рођендана Џона Кенедија присуствовало је више од 15.000 људи, укључујући бројне познате личности међу којима су биле Ела Фицџералд, Марија Калас и други. Овај свечани догађај организован је како би се прикупила средства за Демократску странку.
Догађај је режирао бродвејски композитор и текстописац Ричард Адлер. Дизајн светла је урадио сценограф Сaм Лив. У некрологу Њујорк Тајмса поводом његове смрти писало је између осталог: „Можда је његов најпознатији, иако ненамеран, додир било осветљење које је дизајнирао за рођенданску серенаду Мерилин Монро Кенедију у Медисон сквер гардену, због чега је њена хаљина постала провидна.
Мерилин је на овај догађај дошла у пратњи новинарке Патрише Њукомб, и бившег свекра Исидора Милера, са којима је остала веома блиска. Кенедијев шурјак, глумац Питер Лоуфорд, је Мерилин пар пута лажно најавио, а како се она није појавила публика је мислили да неће ни наступити. Када је најзад ступила на позорницу, скинула бунду и остала у припијеној хаљини боје коже, њена појава изазвала је дивљење.
Овакав наступ потакнуо је гласине о афери чувене глумице и председника Америке. Новинарка Дороти Килгален описала ју је као „вођење љубави с председником пред директним погледом четрдесет милиона Американаца”, што је такође означило и крај њихових контаката. Глумица и председник су накратко попричали на забави коју је после рођенданске прославе организовао шеф студија Артур Б. Крим. На фотографији са те забаве њих двоје су у друштву председниковог брата Роберта и историчара Артура Шлезингера. После тога се више нису видели.

## Хаљина
Хаљина у којој је Мерилин Монро наступила на свечаности била је направљена од провидног маркизета у боји меса, са 2.500 светлуцавих, ситних кристала нашивених на њу. Хаљина је била толико припијена да је глумица имала потешкоћа да је обуче, па је морала бити зашивена на њој. Испод хаљине није носила ништа. Фризуру је глумици за овај наступ стилизовао Кенет Бател, а шминку јој је урадила Мари Ирвин.
Ову култну хаљину дизајнирао је костимограф Боб Меки, који је ангажован да скицира дизајн за водећег модног дизајнера тог времена, Жана Луиса. Луис је за израду хаљине платио тадашњих 1.440,33 долара (што је 2018. одговарало износу од 11.111 долара). 
Хаљина је 1999. године продата на аукцији у Њујорку за више од 1,26 милиона долара. На аукцији која је одржана 17. новембра 2016. у Лос Анђелесу канадски милијардер Џим Патисон купио је хаљину за 4,8 милиона долара.
Године 2022, звезда ријалитија Ким Кардашијан носила је ову хаљини Мет Гала фестивалу. Да би могла да обуче ову хаљину Ким Кардашијан је за три недеље смршала 7,3 kg. Она је једина особа, поред Мерилин Монро, за коју се зна да је носила ову хаљину. Кардашијан је оригиналну хаљину носила око пет минута, само да би се попела на писту, а затим се пресвукла у реплику, како не би додатно оптерећивала хаљину стару 60 година, али су се и поред тога јавили многи који су били незадовољни  третманом овог експоната. Међу њима је био и Боб Меки, који је дизајнирао хаљину. У интервјуу за Ентертејнмент викли он је рекао: „[Марилин] је била богиња. Луда богиња, али богиња. Била је фантастична. ... И то је израђено за њу. Дизајнирана је за њу. Никога другог не би требало гледати у тој хаљини.”